# Acacia obtusifolia
Acacia obtusifolia — вид квіткових рослин з родини бобових. Ареал: Австралія (Новий Південний Уельс, Квінсленд, Вікторія).

## Біоморфологічна характеристика
Це прямовисне або розлоге багаторічне дерево, яке росте від 1,5 до 8 метрів у висоту. Вид близький до Acacia longifolia. A. obtusifolia можна відрізнити за наявністю смолистих країв філодіїв, які зазвичай цвітуть пізніше в році та мають блідіші квіти, ніж A. longifolia. Зазвичай цвіте з грудня по лютий.